# Sarraméa
Sarraméa is een gemeente in Nieuw-Caledonië en telt 584 inwoners (2014). De oppervlakte bedraagt 106,4 km², de bevolkingsdichtheid is 5,5 inwoners per km².